# 長岡市立図書館
長岡市立図書館（ながおかしりつとしょかん）は、新潟県長岡市の公立図書館の総称。中央館は長岡市立中央図書館。

## 概要
中央館機能をもつ長岡市立中央図書館のほかに、長岡市立互尊文庫、長岡市立西地域図書館、長岡市立南地域図書館、長岡市立北地域図書館、長岡市立中之島地域図書館、長岡市立寺泊地域図書館、長岡市立寺泊地域図書館大河津地区図書室、長岡市立栃尾地域図書館の7館1室の地域館がある。
2014年10月21日、互尊文庫内に所在する長岡市立中央図書館文書資料室は「長岡市災害復興文庫」を公開した。新潟県中越地震（中越大震災）を受けて収集保存した被災歴史資料・災害復興関連資料で構成されている。
かつては公立図書館としては珍しく、OPACにて漢籍の目録データベースを提供していた。

## 歴史

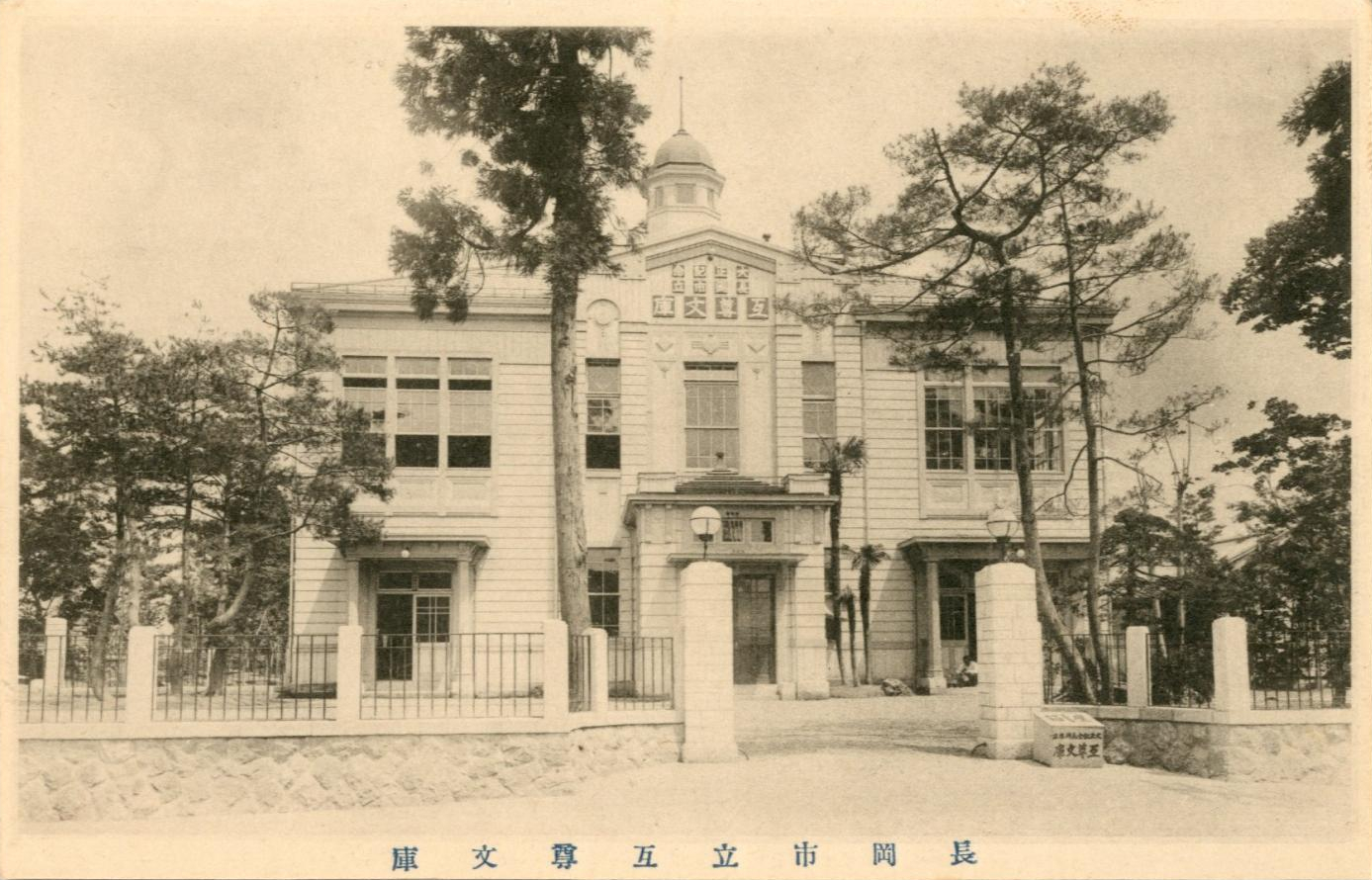
昭和初期の互尊文庫（初代）

- 1918年（大正7年）6月8日 - 大正記念長岡市立互尊文庫が開館[6][7]。
- 1987年（昭和62年）3月6日 - 中央図書館が開館[7]。
- 2008年（平成20年）4月1日 - 分館7館に指定管理者制度を導入し[7]、互尊文庫・西地域図書館・南地域図書館・北地域図書館は図書館流通センター（TRC）が、中之島地域図書館・寺泊地域図書館・栃尾地域図書館はNKS・TRC共同事業体が指定管理者となった[8]。
- 2023年（令和5年）7月22日 - 分館の互尊文庫が「米百俵プレイス ミライエ長岡」西館に移転[9]。

## 中央図書館
長岡市立中央図書館（ながおかしりつちゅうおうとしょかん）は長岡市立図書館の中央館で、1987年（昭和62年）3月6日に開館。新潟大学工学部跡地に整備されたもので、隣接地には同時期に市民文化公園および市民体育館が整備された。
建物は鬼頭梓が設計。鉄骨・鉄筋コンクリート造3階建。延床面積5029.87m2。美術センターを併設し、駐車場台数は263台。長岡駅東口より徒歩約15分の立地で、新潟大学教育学部附属長岡中学校・小学校に隣接する。
2021年（令和3年）4月1日現在の蔵書数は475,290冊である。

## 分館
長岡市立互尊文庫
長岡市立互尊文庫は長岡市立図書館の分館である。1915年（大正4年）大正天皇即位の記念として野本恭八郎（互尊翁）の寄付を受け、1918年（大正7年）6月8日に大正記念長岡市立互尊文庫として開館した。1945年（昭和20年）8月1日の長岡空襲で焼失したが、内藤伝吉の寄付を受け、1948年（昭和23年）11月15日に再建され、1967年（昭和42年）10月に改築。1987年の中央図書館完成まで市立図書館の中心的機能を担っていた。
その後、互尊文庫は2023年（令和5年）7月22日に米百俵プレイスミライエ長岡西館の3階及び5階に移転した。

長岡市立西地域図書館
長岡市立西地域図書館は長岡市立図書館の分館である。1995年（平成7年）4月14日に開館した。2021年（令和3年）4月1日現在の蔵書数は67,291冊である。
長岡市立南地域図書館
長岡市立南地域図書館は長岡市立図書館の分館である。1998年（平成10年）4月10日に開館した。2021年（令和3年）4月1日現在の蔵書数は73,158冊である。
長岡市立北地域図書館
長岡市立北地域図書館は長岡市立図書館の分館である。2000年（平成12年）4月21日に開館した。2021年（令和3年）4月1日現在の蔵書数は69,529冊である。
長岡市立中之島地域図書館
長岡市立中之島地域図書館は長岡市立図書館の分館である。1995年（平成7年）に南蒲原郡中之島町に中之島町図書館として開館した。2005年（平成17年）4月1日に中之島町が長岡市へ編入され、長岡市立中之島地域図書館に改称した。中之島文化センターに併設されている。2021年（令和3年）4月1日現在の蔵書数は44,795冊である。
長岡市立寺泊地域図書館
長岡市立寺泊地域図書館は長岡市立図書館の分館である。三島郡寺泊町に公民館図書室として開館した。2006年（平成18年）1月1日に寺泊町が長岡市へ編入され、長岡市立寺泊地域図書館に改称した。2021年（令和3年）4月1日現在の蔵書数は34,775冊である。なお分室として大河津地区図書室を有していたが、2023年（令和5年）3月末日で分室は閉室した。
長岡市立栃尾地域図書館
長岡市立栃尾地域図書館は長岡市立図書館の分館である。栃尾市に公民館図書室として開館した。2006年（平成18年）1月1日に栃尾市が長岡市へ編入され、長岡市立栃尾地域図書館となった。2022年（令和4年）5月1日に栃尾文化センターからトチオーレ内に移転した。学習室を含む414平方メートルを有する。2021年（令和3年）4月1日現在の蔵書数は47,135冊である。

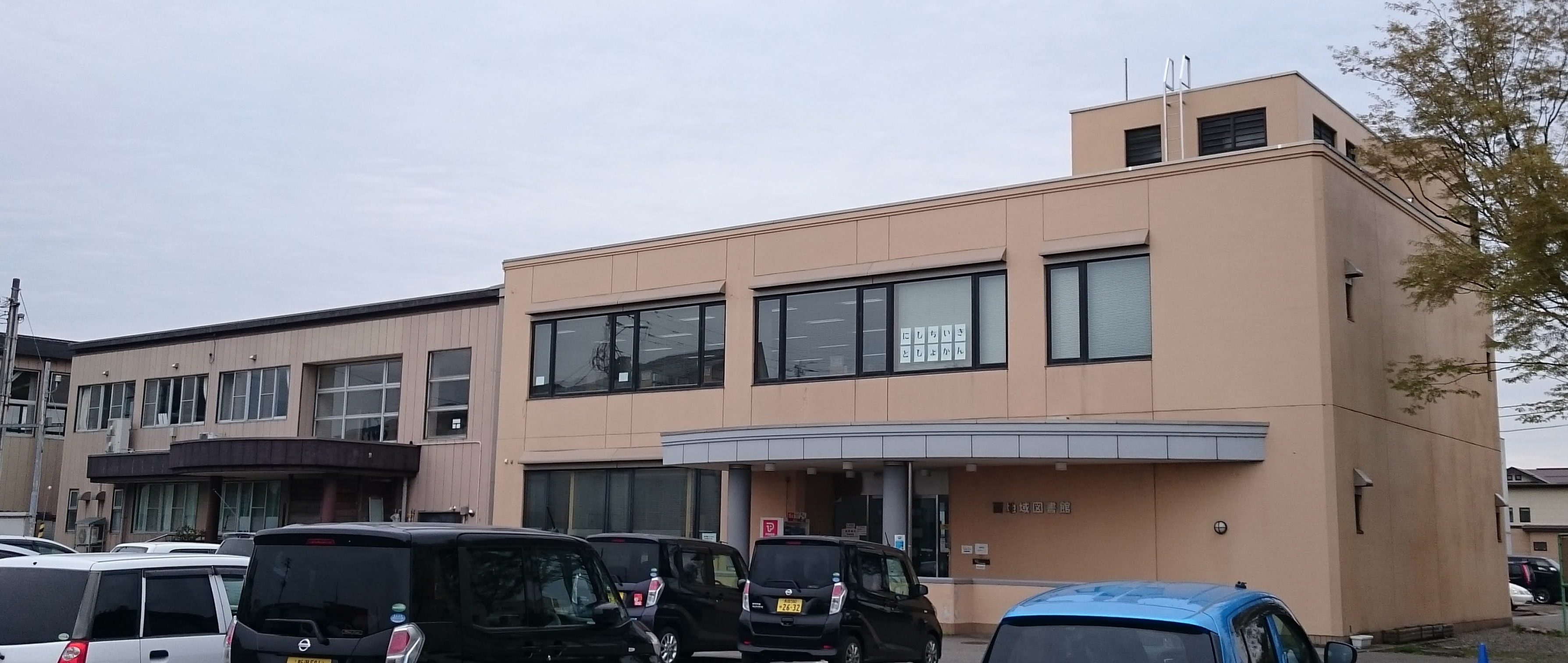
長岡市立西地域図書館
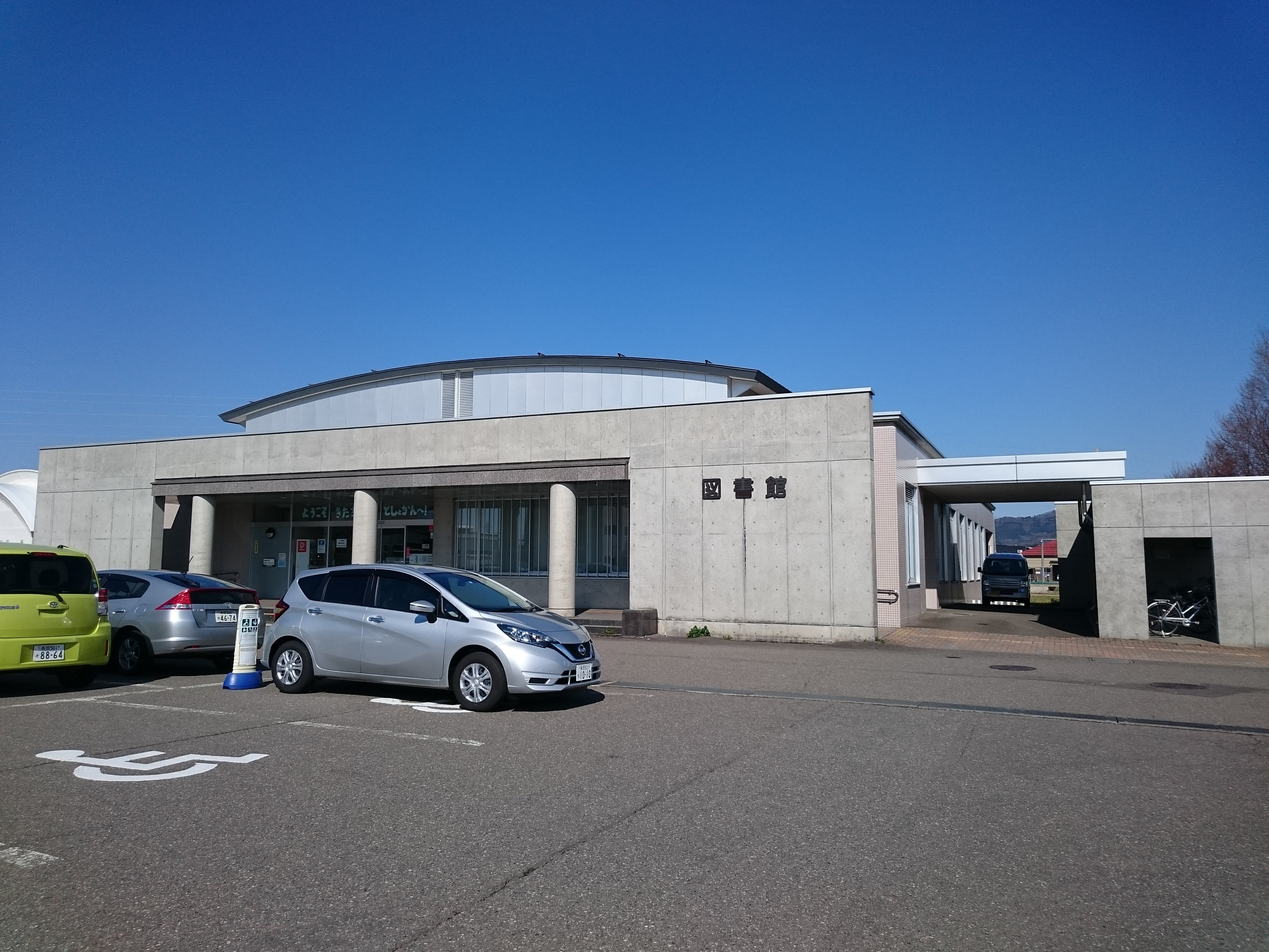
長岡市立北地域図書館

## 自動車文庫

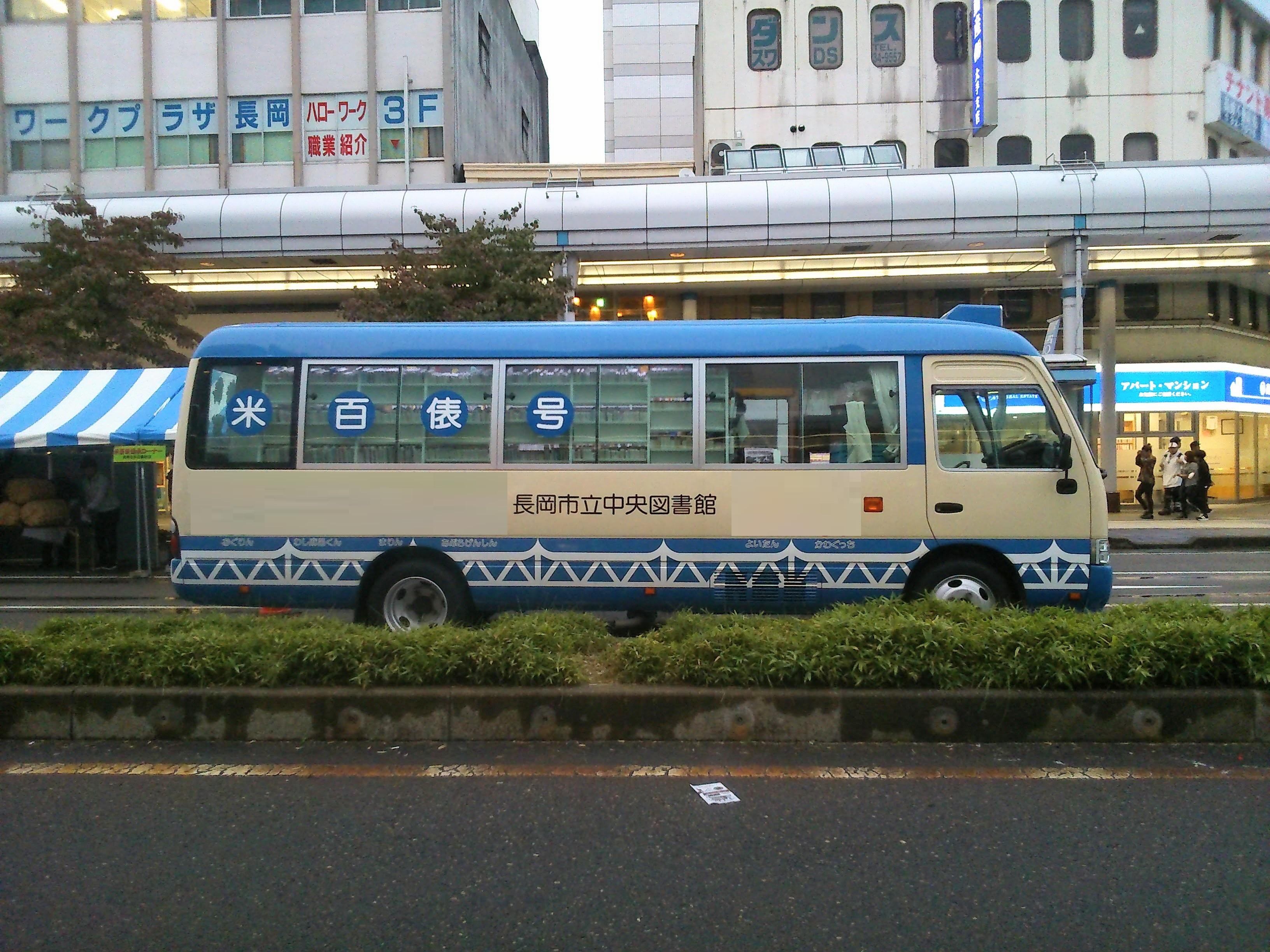
自動車文庫

移動型の自動車文庫として米百俵号1号・2号が市内を巡回している。